# Mom Peak
Der Mom Peak ist ein 3260 m hoher Berg in der antarktischen Ross Dependency. In den Grosvenor Mountains ragt es 8 km südöstlich des Mount Petlock im östlichen Otway-Massiv auf. 
Der United States Geological Survey kartierte ihn anhand eigener Vermessungen und Luftaufnahmen der United States Navy aus den Jahren von 1959 bis 1963.
Namensgeberin ist die gebürtige Australierin Sirley Anderson (1922–1992) aus San Diego, die als „Antarctic Mom“ (englisch für „Antarktismutter“) bekannt war, da ihre ab 1961 an tausende auf Antarktisstationen beschäftigte US-amerikanische Wissenschaftler gerichteten Briefe deren Moral in den antarktischen Wintermonaten aufrechterhalten hatte.